# Rumex franktonis
Rumex franktonis är en slideväxtart som beskrevs av B. Boiv.. Rumex franktonis ingår i släktet skräppor, och familjen slideväxter. Inga underarter finns listade i Catalogue of Life.